# Эрнст, Альберт
Альберт Эрнст (нем. Albert Ernst; 15 ноября 1912 года, Вольфсбург — 21 февраля 1982 года, Изерлон) — командир первого взвода первой батареи 519-го тяжелого дивизиона истребителей танков Панцерваффе. Танковый ас, командир САУ «Nashorn». Получил прозвище «Витебский тигр», уничтожив 14 советских танков в районе Витебска, сделав при этом всего 21 выстрел. Кавалер Рыцарского креста Железного креста. Уничтожил более 80 танков (по другим данным 55 или 54). 16 апреля 1945 года Альберт Эрнст сдал своё подразделение в Изерлоне 99-й пехотной дивизии США на официальной церемонии капитуляции.

## Награды
За время службы Альберт Эрнст был удостоен ряда боевых наград, среди которых:
- Железный крест (1939)
  - 2-го класса
  - 1-го класса
- Нагрудный знак «За танковую атаку»
  - в серебре (без номера)
- Медаль «За выслугу лет в вермахте»
  - 4-го класса
- Почётная пряжка на ленте для сухопутных войск (7 января 1945)
- Нагрудный знак За ранение
  - в чёрном
  - в золоте
- Медаль «За зимнюю кампанию на Востоке 1941/42»
- Рыцарский крест Железного креста (22 января 1944)